# Hanna Ben-Dov
Hanna Ben-Dov est une artiste peintre israélienne née à Jérusalem le 23 février 1919 et morte le 3 mars 2009 à Nogent-sur-Marne, à la maison de retraite des artistes où elle s'était retirée après avoir vécu au 12, rue Gît-le-Cœur à Paris.
Amie de Joan Mitchell, son art se définit (voir bibliographie ci-dessous) comme paysagiste abstrait ou impressionniste abstrait. « Michel Ragon ne lui refuserait pas l'appartenance au paysagisme abstrait, contrée de l'abstraction où l'on n'a pas oublié les Nymphéas de Claude Monet » écrit ainsi Jacques Busse, totalement corroboré par Jean-Pierre Delarge qui évoque à son tour « un lyrisme abstrait dans la lignée de Monet ».
Elle appartient à la deuxième École de Paris.

## Biographie

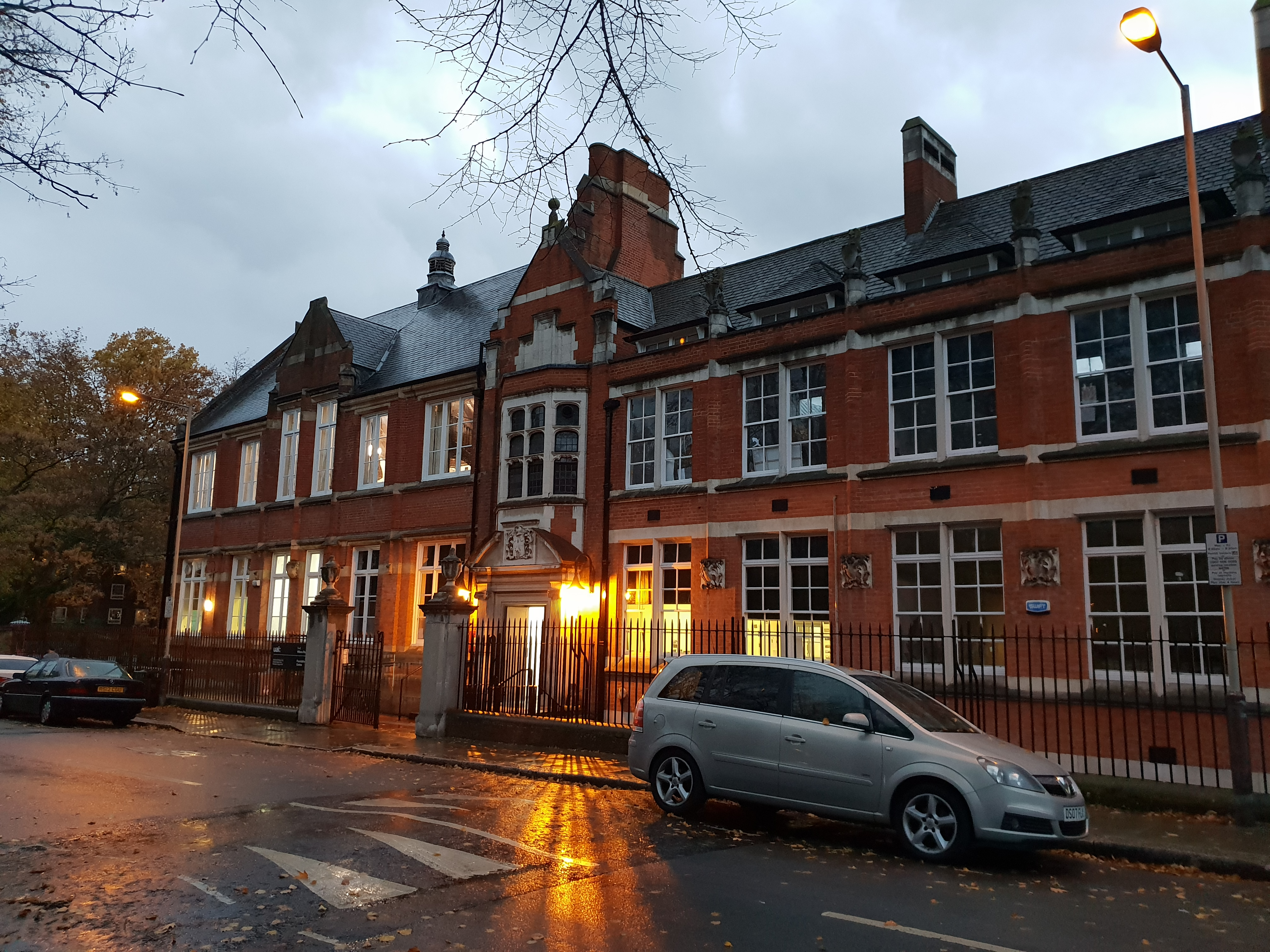
Camberwell College of Arts, Londres

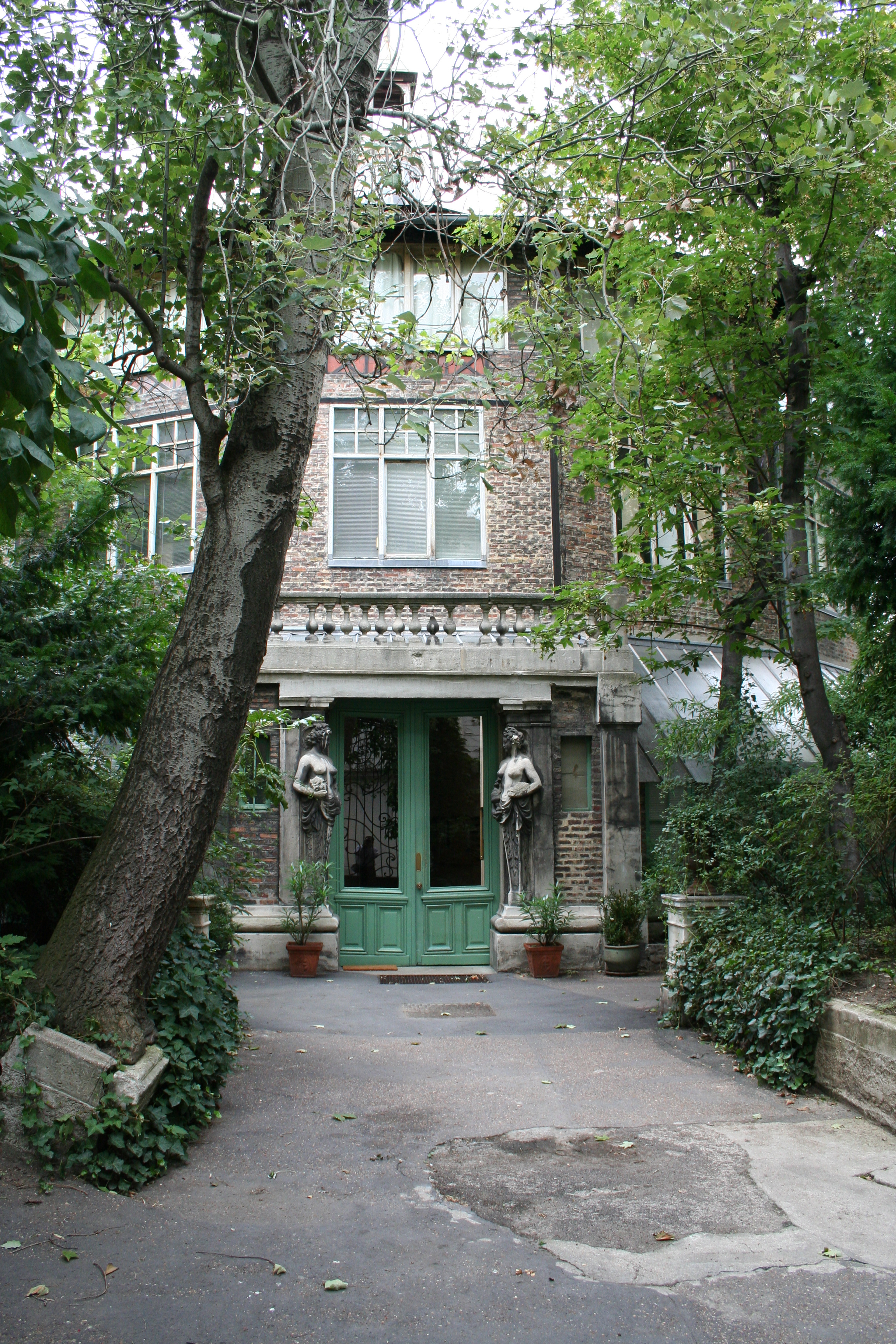
La Ruche, Paris

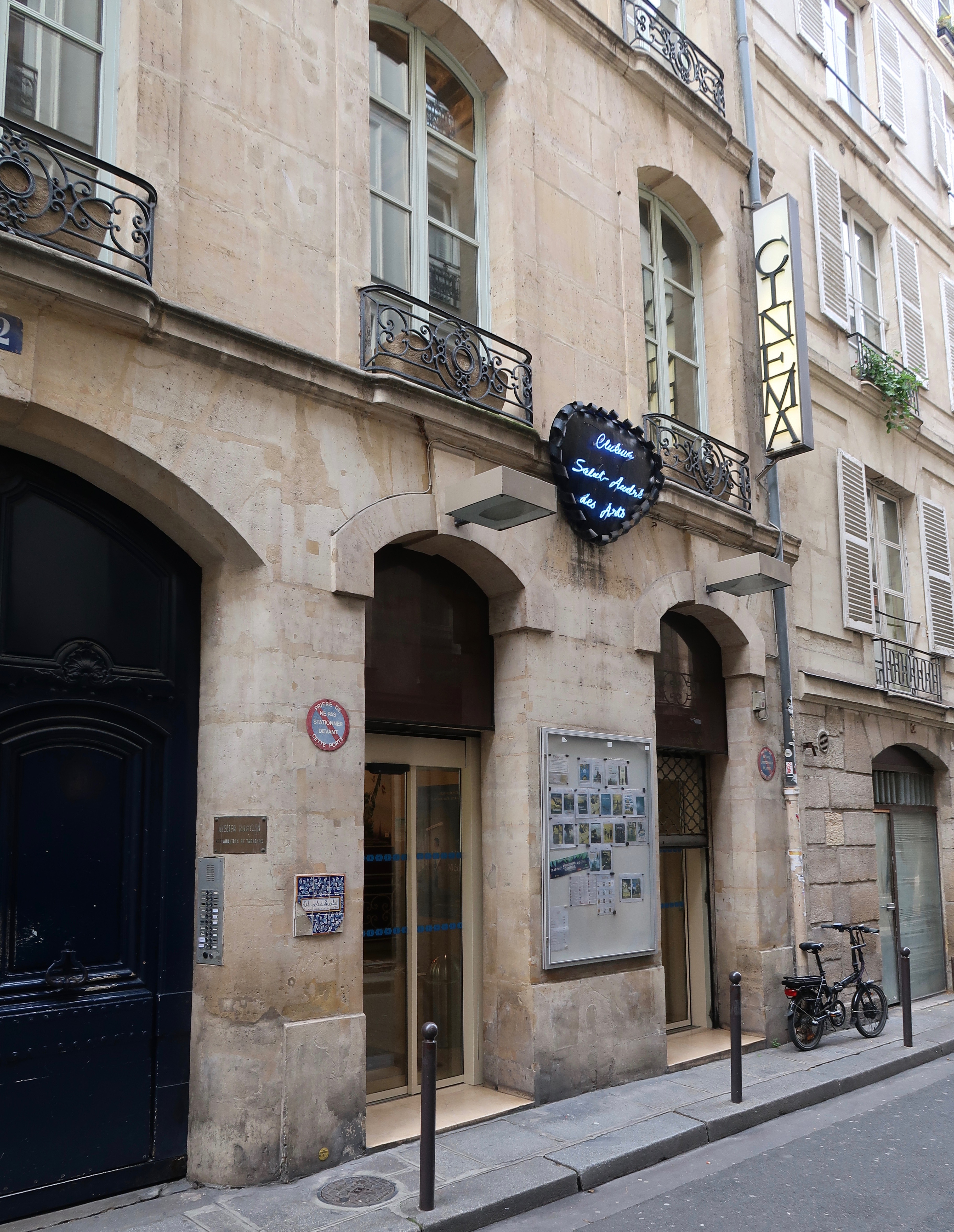
12, rue Gît-le-Cœur, Paris

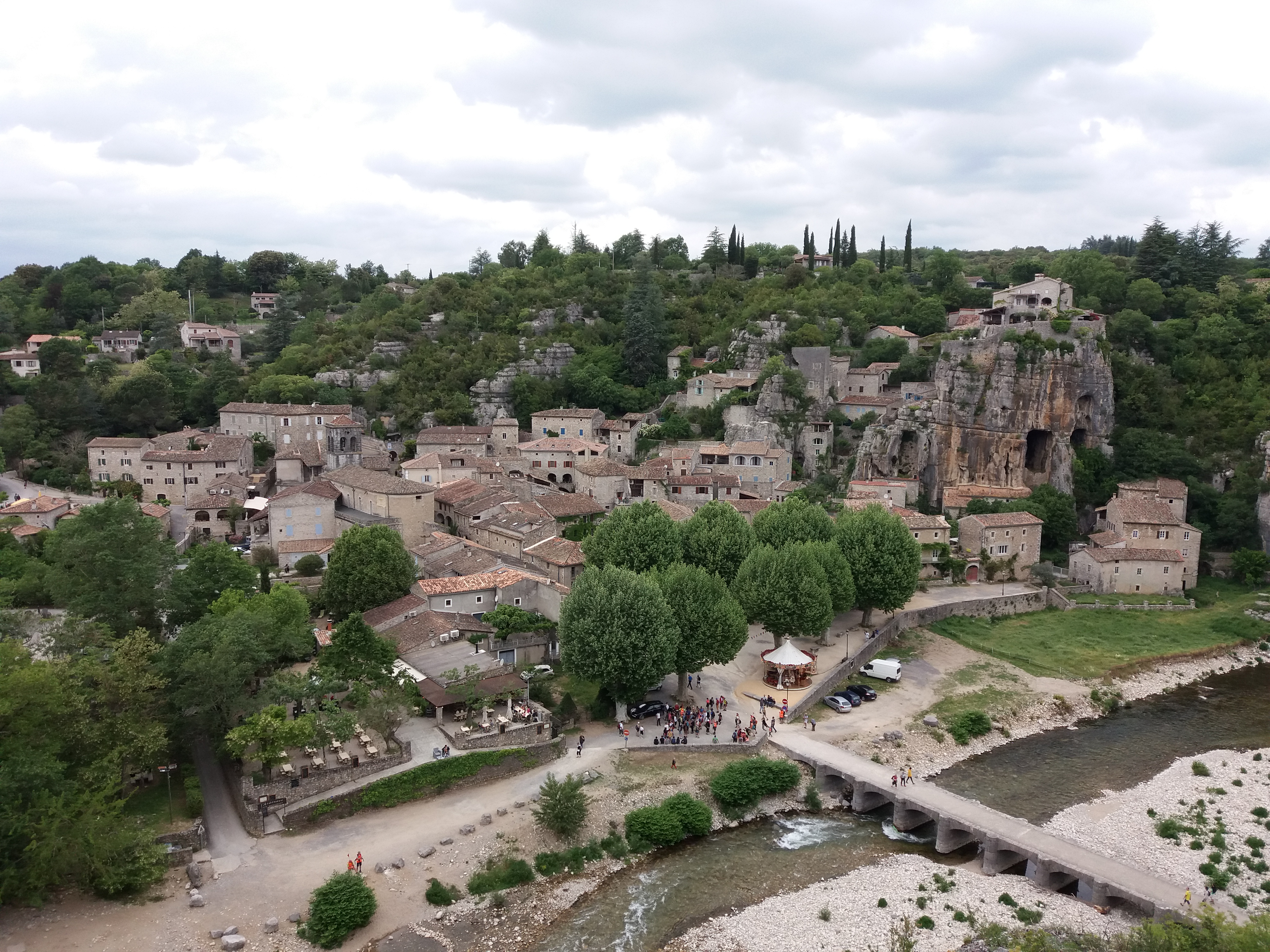
Labeaume

Fille de Roza Rabinowitz, pharmacienne originaire de Jytomyr en Ukraine, et de son mari  Yaakov Ben-Dov, célèbre photographe de Jérusalem, Hanna Ben-Dov est dans les années 1940 élève de l'École des beaux-arts Bezalel de Jérusalem (où elle a notamment pour maître Mordecai Ardon), puis du Camberwell College of Arts de Londres (où en même temps que ces études elle fréquente l'atelier de Jankel Adler) avant de s'installer à Paris (à la Ruche, le fameux foyer d'artistes du passage de Dantzig) où, tout en étant traductrice en hébreu d'ouvrages d'auteurs français et anglais, — notamment Charlotte Brontë (Jane Eyre), Alexandre Dumas, Jack London, Margaret Mitchell, Pierre van Paassen, Jean-Paul Sartre (L'Être et le Néant) —, elle poursuit ses études dans l'atelier de Constantin Brâncuși et où sa première exposition date de 1948.
Elle conserve toute sa vie des liens étroits avec sa ville natale où elle effectue de nombreux retours. On lui prête une liaison avec le poète Alexander Penn (en).
Dans les années 1950, Hanna Ben-Dov épouse le peintre américain Reginald Pollack (en), vivant alors en France, lui aussi dans l'entourage de Constantin Brâncuși (le couple, installé au 11, impasse Ronsin dans le 15e arrondissement de Paris, y est huit années durant voisin de palier de Brâncuși), et dont elle divorcera vers 1960. Si elle s'installe ensuite au 12, rue Gît-le-Cœur, c'est à l'instar d'autres artistes peintres (David Lan-Bar, Jacques Yankel) qu'elle séjourne régulièrement au village de Labeaume (Ardèche) où elle possède également un atelier qu'elle quitte fort peu — « une ruine dont elle avait de ses mains refait le toit » témoigne Christine Chemetov-Soupault, voisine et amie —, son mode de vie simple et rigoureux y contrastant avec sa reconnaissance internationale par les musées, les galeries et les collectionneurs.
Les apparences de compositions très libres, de spontanéité et de monochromie que laissent apparaître au premier regard les toiles de Hanna Ben-Dov ne doivent pas faire illusion : chaque tableau est chez elle le fruit d'une lente maturation, d'une longue réflexion. Cette exigence intellectuelle de l'artiste s'en trouve de même sollicitée de notre regard. Le Robert conclut ainsi: .
Décédée deux semaines après être entrée dans sa 91e année, Hanna Ben-Dov repose au cimetière du Père-Lachaise.

Personnalités liées à Hanna Ben-Dov
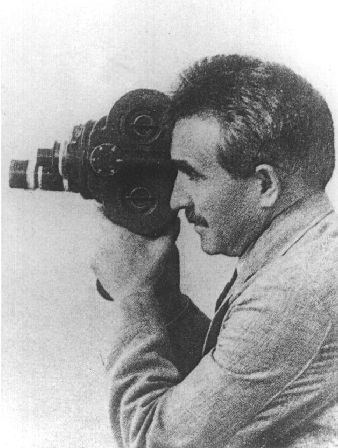
Yaakov Ben-Dov
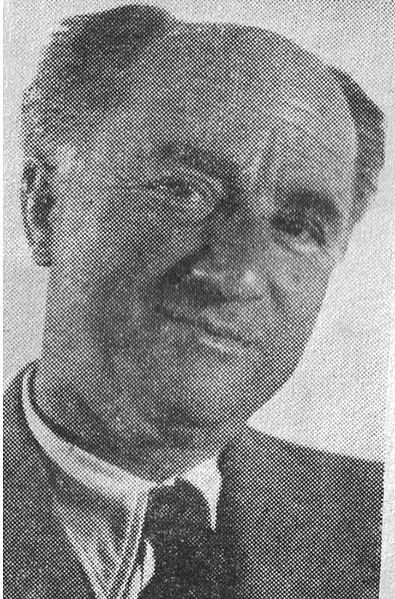
Mordecai Ardon vers 1940
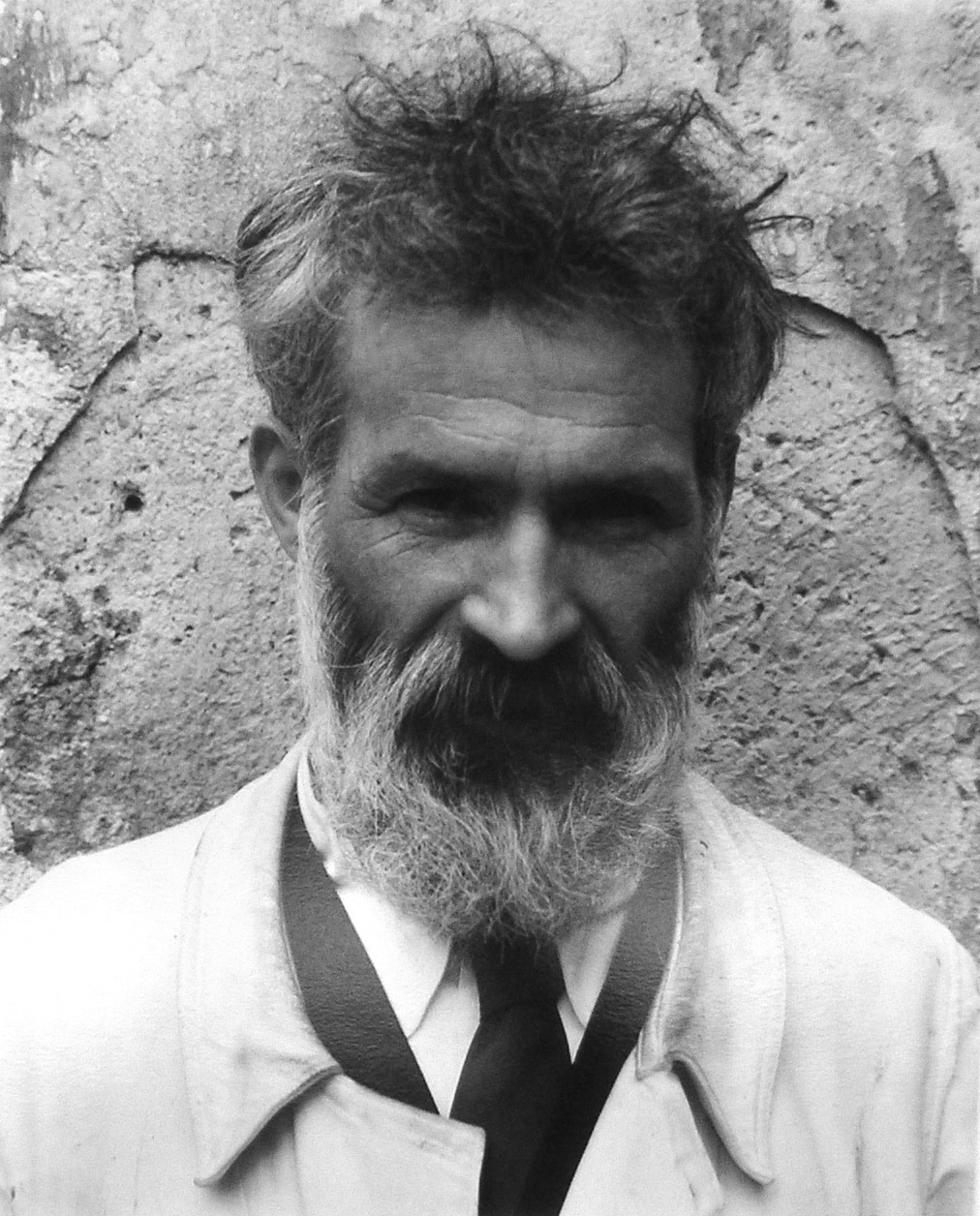
Constantin Brâncuși
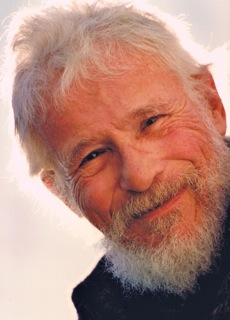
Reginald Pollack (en)

## Expositions

### Expositions personnelles
- Galerie Saint-Placide, Paris, 1950.
- Galerie Pascaud, Paris, 1951.
- Chemeninsky Art Gallery, Tel Aviv, octobre-novembre 1954, 1960[17].
- Galerie Œillet, Toulouse, 1955.
- Pendot Gallery, New York, mai 1955, septembre-octobre 1957[17].
- Galerie de l'Université de Cleveland, 1957.
- Galerie Art vivant, Paris, 1958.
- Galerie de Seine, Paris, 1959.
- Galerie Koepke, Copenhague, septembre 1959[17].
- Galerie de la Salle, Vence, 1960.
- Closson art gallery, Cincinnati, Ohio, 1960.
- Musée d'Israël, Jérusalem, 1960, novembre 1969 - janvier 1970[17].
- Maison de la pensée française, Paris, 1961[17].
- Galerie Dorckens, Anvers, 1962.
- Bianchini Gallery, New York, mars 1962, 1964.
- Galerie Cinq-Mars, Paris, mars-avril-1963, novembre-décembre 1965[17].
- H. Klachkin Gallery, Tel Aviv, 1964, 1966[17].
- Art Gallery of Beit Leivik, Tel Aviv, avril 1972[17].
- Goldman Art Gallery, Haïfa, 1972[17].
- Galerie Zvi Noan, Tel Aviv, 1973, 1975.
- Galerie de l'Abbaye, Paris, 1974.
- Centre culturel de la mairie du 17e arrondissement de Paris, 1977, 1978.
- Galerie Nane Stern, Paris, 1978.
- Galerie Erval, 1980.
- Maison de la culture Paris-sud, 1982, 1987, 1989, 1990, 1992.
- Hanna Ben-Dov - Peintures, dessins, musée Saint-Denis, Reims, 1984 (catalogue monographique par Emmanuel Flandre).
- Galerie Alix Lemarchand, Paris, 1987, 1989.
- Galerie Jean-Claude Richard, Paris, avril-mai 1990[17]
- Galerie Lélia Mordoch, Paris, avril-mai 1992[18].
- Bineth Gallery, Tel Aviv, décembre 1993[19].
- Galerie Guy Vannoni, Lyon, 1998, 2000 (Catalogue monographique).
- Galerie Médiane, Paris, 2000.
- Gallery 97, Tel Aviv, mai-août 2008[20].
- Musée Alphonse Daudet, Saint-Alban-Auriolles, août-septembre 2013 (rétrospective posthume)[21].

### Expositions collectives
- Salon d'automne, Paris, de 1948 à 1956.
- Salon des Moins de Trente Ans, Paris, de 1949 à 1951.
- Biennale de Menton, 1951.
- Salon des Tuileries, Paris, 1952 et 1955.
- Salon de Mai, Paris, de 1952 à 1970.
- Salon Comparaisons, Paris, de 1957 à 1961.
- Vingt peintres étrangers, Petit Palais, Paris, 1958.
- Salon Grands et Jeunes d'Aujourd'hui, Paris, de 1963 à 1973.
- Salon des réalités nouvelles, Paris, à partir de 1965[22].
- Israel Art - Painting, sculpture, graphic works, Musée d'art de Tel Aviv, 1971[17].
- Bineth Gallery, Tel Aviv, décembre 1997, mars-avril 2003, février-mars 2008[17].
- Les peintres à Labaume dans les années 1950 à 70, Labeaume (association « Vivre à Labeaume »), juillet 2006.
- The first decade - Hegemony and plurality, Mishkan Museum of Art, Ein-Harod, août-novembre 2008[17].
- L'angoisse est-elle soluble dans l'art ?, Galeries Alain Le Gaillard, Lefor Openo et Nicolas Deman, 2010.
- La collection Mike Firon, Musée Rubin, Tel Aviv, juin 2017.

## Citations

### Dits de Hanna Ben-Dov
- « Parler de sa peinture est pour un peintre chose fort embarrassante, car il ne croit qu'à moitié à la réalité de la parole... Dire son travail acharné, tantôt angoissé, tantôt exalté, n'explique ni la démarche intérieure ni l'œuvre achevée. Dans cet indicible, il connaît pourtant lui même l'évidence d'un état d'être où le monde extérieur et son monde intérieur se croisent pour n'en faire qu'un. Cette unité correspond à une profonde liberté cachée en lui... Ces traces d'une liberté valent-elles le don de toute une existence ? Pour l'artiste, cette question ne se pose même pas. » - Hanna Ben-Dov[8]

### Réception critique
- « Une toile dans les verts et les violets, c'est la fenêtre ouverte sur le bruissement des insectes, une autre où l'or brûle, fin de l'été, quand l'air tremble encore un peu de toute cette chaleur qui s'accumule. » - Emmanuel Flandre[23]
- « Pour Hanna Ben-Dov, l'abstraction est révélation de l'essentiel au-delà de l'anecdote. Sur la toile ne doit plus rester que l'immédiateté de la lumière, de l'instant figé, de l'être des choses qui se recomposent autour d'un vide qu'on retrouve de toile en toile. Vide créé par l'intensité de la couleur dominante du tableau : bleu, rose, gris, jaune... Puis, dans cette œuvre épurée par la vie, en touches et en courbes, le pinceau trace les signes d'une lumière toujours plus forte. » - Lélia Mordoch[24]
- « Hanna Ben-Dov est le peintre des apparitions et des disparitions. On pourrait parler de ses nuances, de ses chromatismes, de ses buées, de ses traces, de ses motifs, de ses figures fuyantes... Nous vivons grâce à l'artiste parmi les lieux indéfinissables mais qui incarnent nos pensées les plus enfouies, les plus secrètes, nos plaisirs comme nos effrois. Ben-Dov n'invente pas, elle voit. C'est un peintre qui accuse l'irréalité de tous les réalismes. » - Claude Bouyeure[18]
- « Her paintings are formalist in every sense of the word, composed around the ceremonial norms of postwar nonobjective painting in which expression via action and lyrical, all prima application of paint command total respect. » - Jerusalem Post[19]
- « La forme, quand on entend par forme une forme précisément définie, n'est pas son affaire. Son affaire de peintre, c'est la lumière, mais la lumière piégée au travers des mille prismes que lui oppose la nature, c'est-à-dire la lumière devenue couleurs, puisque ce sont les molécules de matière qui créent l'immatérialité des couleurs. Les couleurs, leurs modulations, infinies entre elles, infinies aussi du plus sombre au plus clair, Ben-Dov les possède toutes et ce sont ces couleurs, juxtaposées, superposées ou opposées, qui sont aussi la forme propre à sa peinture. Comme chez de nombreux peintres abstraits, surtout européens, l'abstraction de Ben-Dov vient du sensible... Malgré l'attrait de la toujours renouvelée proposition chromatique, comme le plus souvent avec l'abstraction dite informelle, la peinture de Ben-Dov requiert qu'on s'arrête, qu'on prenne son temps, qu'on lui laisse le temps de se dévoiler. » - Jacques Busse[2]

## Prix et distinctions
- Premier prix de l'ambassade d'Israël à Paris, 1957.
- Prix des artistes étrangers, Petit-Palais, Paris, 1958.

## Conservation

### Fresques murales
- Villes de Meaux (groupe scolaire), Tours (lycée), Reims (trois écoles maternelles), 1975[8].
- École élémentaire Louis-Pasteur, Vitry-le-François, 1976[2]

### Collections publiques

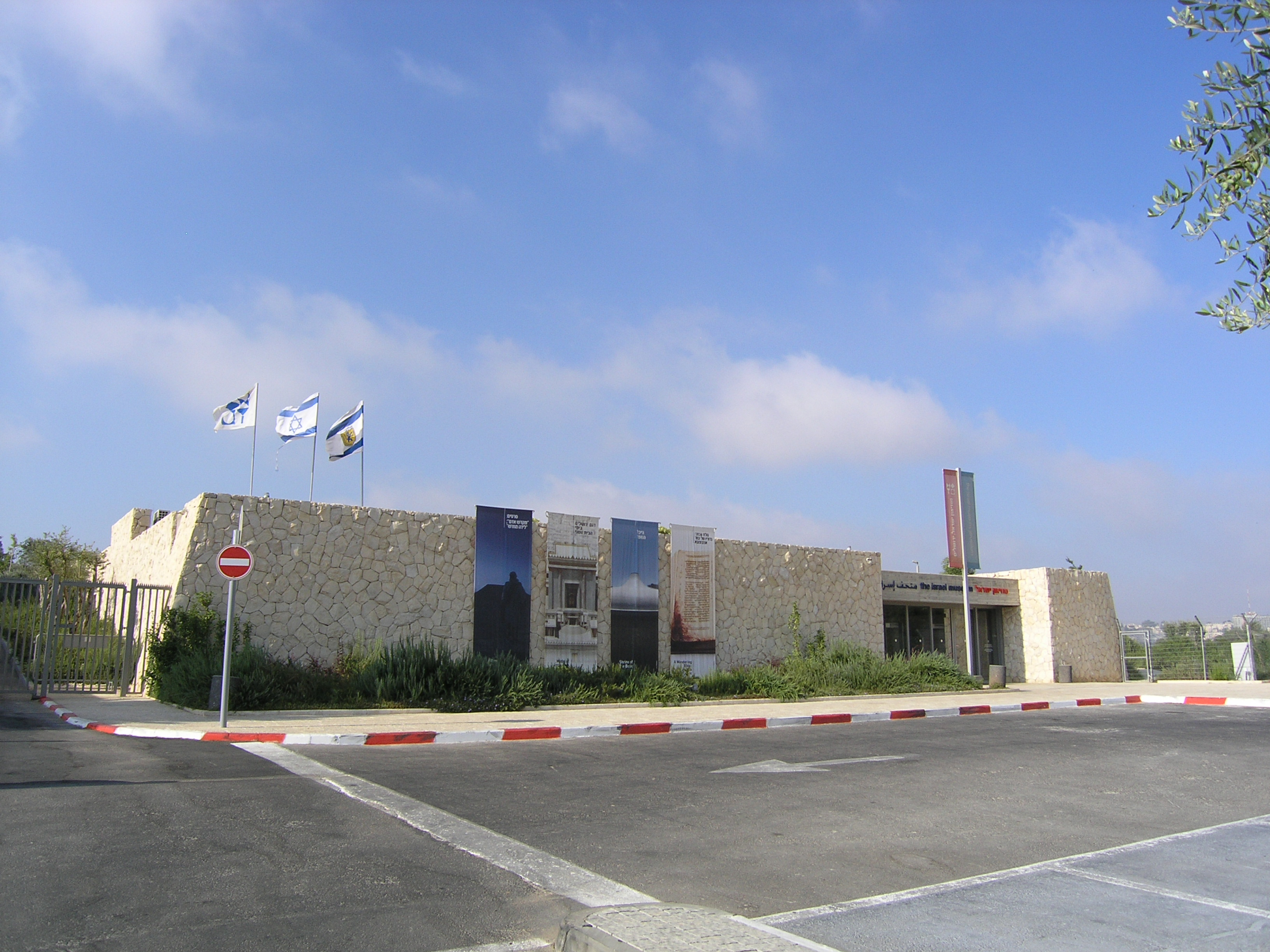
Musée d'Israël, Jérusalem

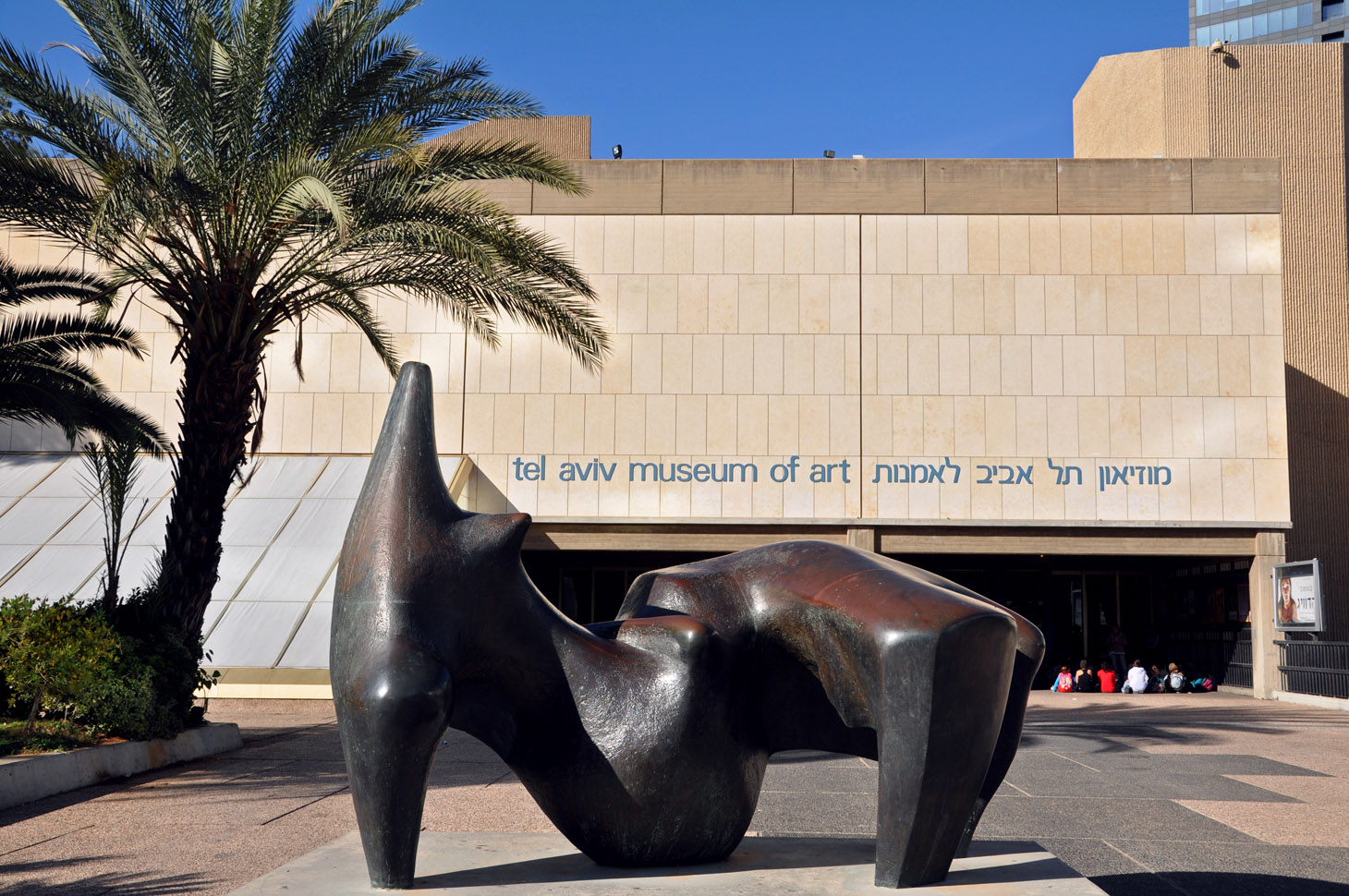
Musée d'art de Tel Aviv

### Collections publiques[25]

#### France
- Musée national d'art moderne, Paris.
- Musée d'art moderne de la ville de Paris.
- Centre national des arts plastiques, Paris, Nature morte, huile sur toile 73x92cm, 1953 (en dépôt à la mairie d'Audincourt)[26].
- Mairie de Labeaume, donation Hanna Ben-Dov[8].

#### Israël
- Technion, Haïfa.
- Musée d'Israël, Jérusalem.
- Musée d'art de Tel Aviv.

### Grandes collections
- Mike Firon, huile sur toile abstraite, 65x92cm[8].
- David Rockefeller, New-York[8].
- Baronne Alix de Rothschild, château de Reux[8].